# Крбавчичі
Крбавчичі (хорв. Krbavčići) — населений пункт у Хорватії, в Істрійській жупанії у складі міста Бузет.

## Населення
Населення за даними перепису 2011 року становило 58 осіб.
Динаміка чисельності населення поселення:

## Клімат
Середня річна температура становить 11,49 °C, середня максимальна – 24,91 °C, а середня мінімальна – -2,53 °C. Середня річна кількість опадів – 1361 мм.
| Клімат поселення                              | Клімат поселення | Клімат поселення | Клімат поселення | Клімат поселення | Клімат поселення | Клімат поселення | Клімат поселення | Клімат поселення | Клімат поселення | Клімат поселення | Клімат поселення | Клімат поселення | Клімат поселення |
| Показник                                      | Січ.             | Лют.             | Бер.             | Квіт.            | Трав.            | Черв.            | Лип.             | Серп.            | Вер.             | Жовт.            | Лист.            | Груд.            |                  |
| Середній максимум, °C                         | 8,94             | 9,45             | 12,00            | 15,84            | 20,59            | 24,26            | 24,91            | 24,41            | 20,10            | 15,63            | 10,76            | 8,01             |                  |
| Середня температура, °C                       | 3,19             | 3,71             | 6,27             | 10,12            | 14,86            | 18,52            | 21,13            | 20,63            | 16,33            | 11,84            | 6,99             | 4,23             |                  |
| Середній мінімум, °C                          | −2,53            | −2,02            | 0,55             | 4,37             | 9,11             | 12,77            | 17,36            | 16,84            | 12,56            | 8,07             | 3,20             | 0,46             |                  |
| Норма опадів, мм                              | 102              | 81               | 104              | 114              | 103              | 120              | 81               | 107              | 116              | 145              | 156              | 132              |                  |
| Середньомісячна швидкість вітру, м/с          | 1.82             | 2.10             | 2.28             | 2.30             | 2.10             | 2.00             | 1.93             | 1.89             | 1.84             | 2.00             | 2.02             | 1.95             |                  |
| Середньомісячна сонячна радіація, кДж/м²·день | 4466             | 7371             | 10521            | 14796            | 18928            | 20427            | 21374            | 18290            | 13717            | 8885             | 4878             | 3738             |                  |
| --------------------------------------------- | ---------------- | ---------------- | ---------------- | ---------------- | ---------------- | ---------------- | ---------------- | ---------------- | ---------------- | ---------------- | ---------------- | ---------------- | ---------------- |
| Джерело:                                      |                  |                  |                  |                  |                  |                  |                  |                  |                  |                  |                  |                  |                  |